# Is This Hyperreal?
Is This Hyperreal? – czwarty album studyjny niemieckiego zespołu digital hardcore Atari Teenage Riot, wydany 7 czerwca 2011 roku. Jest pierwszym albumem po rozwiązaniu zespołu w 2000 roku i wznowieniu działalności w roku 2010. Wersja singlowa utworu "Black Flags" zawiera gościnny wokal rapera Bootsa Rileya.

## Lista utworów
1. "Activate!" (feat. CX KiDTRONiK) - 3:36
2. "Blood in My Eyes" - 3:47
3. "Black Flags" (feat. Jeff Aug) - 4:00
4. "Is This Hyperreal?" - 4:12
5. "Codebreaker" (feat. Steve Aoki & CX KiDTRONiK) - 5:16
6. "Shadow Identity" - 4:12
7. "Re-Arrange Your Synapses" (feat. CX KiDTRONiK) - 3:14
8. "Digital Decay" - 4:23
9. "The Only Slight Glimmer of Hope" - 3:53
10. "Collapse of History" - 6:57

Wydanie japońskie
1. "Activate!" (Atari Teenage Riot Remix) (feat. CX KiDTRONiK) - 4:46
2. "Activate!" (na żywo w Londynie)